# 南京市第三十九中学
南京市第三十九中学（又称南京三十九中）是南京市的一所普通中学。

## 學校简史
- 1957年8月建校，前身方家营初级中学。1968年8月更名为南京市遵义红中。1972年1月正式更名为南京市第三十九中学。
- 2000年4月被评为南京市重点中学。2004年8月合并南京市铁路一中和南京市铁路二中。2005年4月被评为江苏省三星级学校。
- 2009年，三十九中高中部整体并入南京市第十二中学高中部，成立南京市第十二中学大桥南路校区。